# Geoffrey W. Bromiley
Geoffrey W. Bromiley (7 mars 1915 - 7 août 2009) est un historien américain de l'Église catholique et un théologien historique. Professeur émérite au Fuller Theological Seminary, il y a enseigné l'histoire de l'Église et la théologie historique jusqu'à sa retraite en 1987.

## Œuvres
- (en) The Baptism of Infants, Vine Books, 1955, 1976 & 1977,
- (en) Children of Promise: The Case for Baptizing Infants, Eerdmans, 1979
- (en) God and Marriage, Eerdmans , 1980
- (en) Historical Theology: An Introduction, T & T Clark, 2000
- (en) Introduction to the Theology of Karl Barth, T & T Clark, 2000
- (en) Sacramental Teaching and Practice in the Reformation Churches, Eerdmans , 1957
- (en) International Standard Bible Encyclopedia, Eerdmans, 1979